# Williams FW10
Chronologie des modèles (1985)
Williams FW09B Williams FW11
La Williams FW10 est une monoplace de Formule 1 engagée par l'écurie britannique Williams F1 Team dans le cadre du championnat du monde de Formule 1 1985. Elle est pilotée par le Britannique Nigel Mansell, en provenance de Team Lotus, et le Finlandais Keke Rosberg, présent dans l'écurie depuis 1982.

## Historique

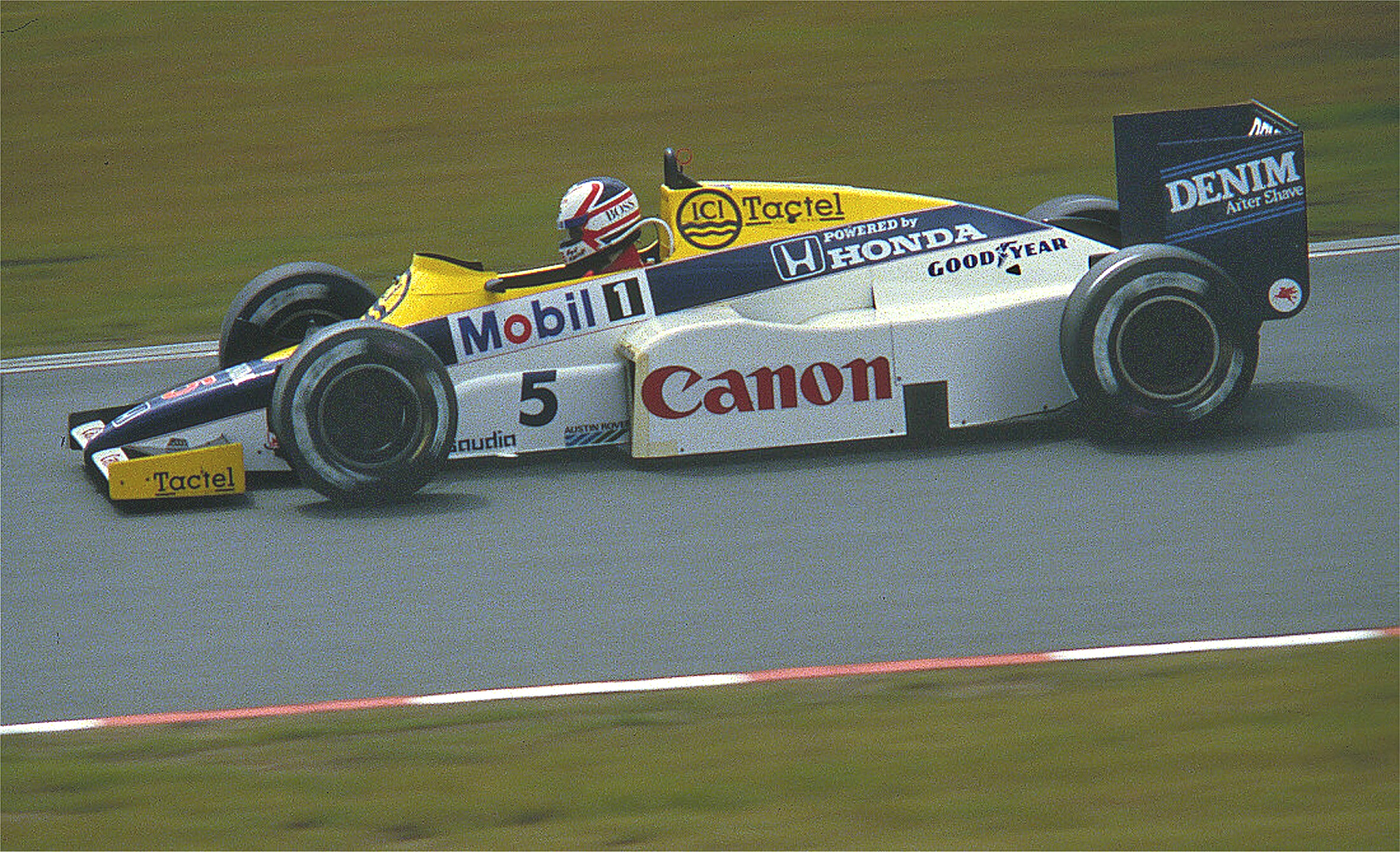
Nigel Mansell termine sixième du Grand Prix automobile d'Allemagne 1985.

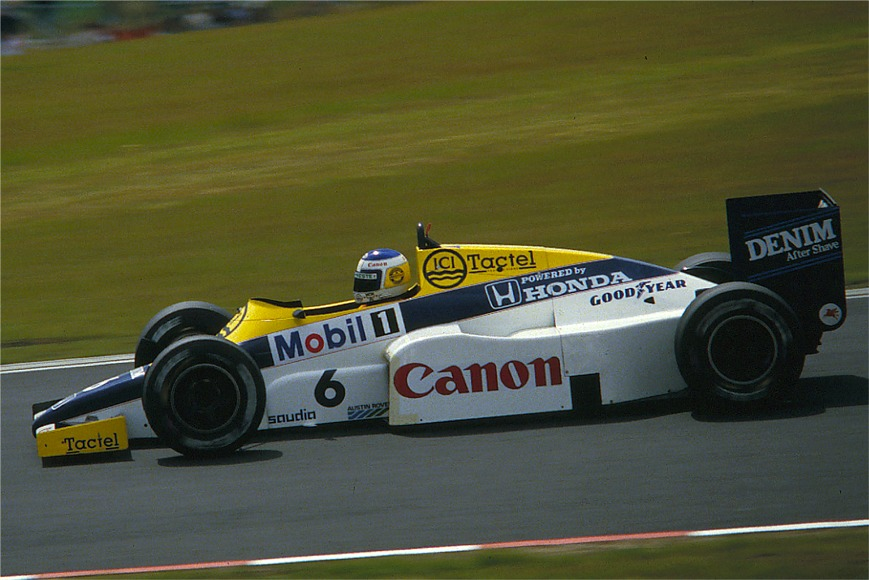
Keke Rosberg termine douzième du Grand Prix d'Allemagne 1985 à cause d'un problème de freins.

L'écurie connaît un début de saison difficile où les deux pilotes terminent régulièrement à la porte des points. À l'issue du Grand Prix du Canada, cinquième manche de la saison, Williams pointe avec huit points à la cinquième place du championnat des constructeurs, devant Renault F1 Team et derrière Arrows. Lors du Grand Prix de Detroit, Keke Rosberg, parti cinquième, prend la tête de la course et remporte l'épreuve. Le Finlandais s'élance ensuite de la pole position en France et termine deuxième tandis que Nigel Mansell ne participe pas à la course à la suite d'un accident en qualifications.
Williams subit une période de disette jusqu'au Grand Prix d'Italie : l'écurie ne marque que deux points en cinq courses et abandonne à sept reprises dont cinq à cause du moteur Honda. Après ce douzième Grand Prix de la saison, Williams-Honda n'occupe ainsi que la quatrième place avec 25 points; quand McLaren-TAG en a 79, Ferrari 77, et Lotus-Renault 54.
À Spa-Francorchamps, Williams retrouve le devant de la scène, Mansell terminant deuxième et Rosberg finissant quatrième. Au Grand Prix d'Europe, Mansell décroche la première victoire de sa carrière tandis que son coéquipier termine troisième. En Afrique du Sud, Williams domine le week-end de course, Mansell, élancé de la pole position, remporte la course tandis que Rosberg, qui termine second, signe le meilleur tour en course. Rosberg remporte en fin de saison le Grand Prix d'Australie, cinquième et dernière victoire de sa carrière.
Nigel Mansell termine la saison à la sixième place du championnat du monde des pilotes avec 31 points, devant Stefan Johansson et derrière Elio De Angelis. Keke Rosberg se classe troisième avec 40 points, devant Ayrton Senna et derrière Michele Alboreto.
Williams F1 Team se classe troisième du championnat du monde avec 71 points devant Team Lotus et derrière la Scuderia Ferrari.

## Résultats en championnat du monde de Formule 1

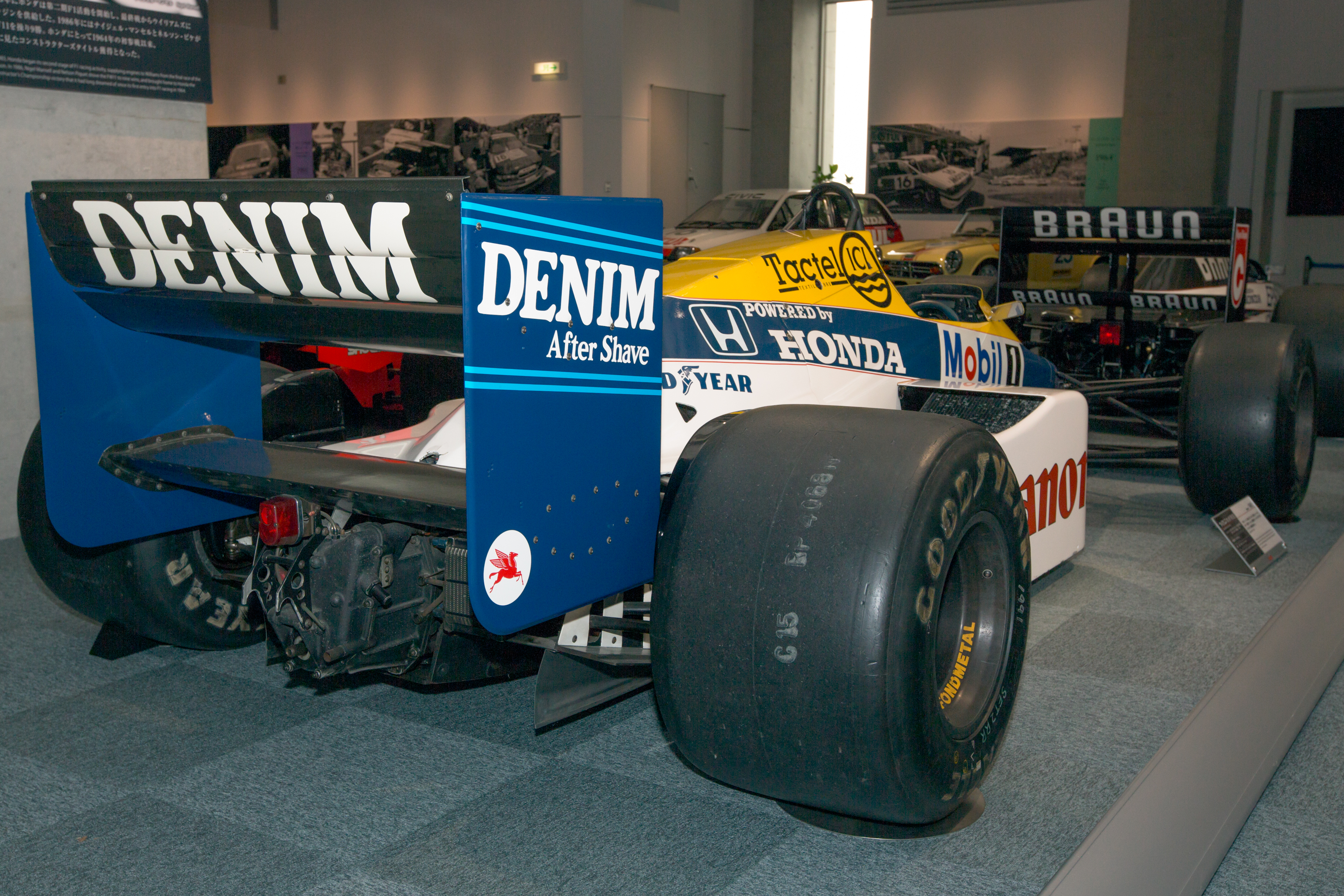
L'arrière de la Williams FW10, exposée au Honda Collection Hall.

| Saison | Écurie                    | Moteur                | Pneus    | Pilotes       | Courses | Courses | Courses | Courses | Courses | Courses | Courses | Courses | Courses | Courses | Courses | Courses | Courses | Courses | Courses | Courses | Points inscrits | Classement |
| Saison | Écurie                    | Moteur                | Pneus    | Pilotes       | 1       | 2       | 3       | 4       | 5       | 6       | 7       | 8       | 9       | 10      | 11      | 12      | 13      | 14      | 15      | 16      | Points inscrits | Classement |
| ------ | ------------------------- | --------------------- | -------- | ------------- | ------- | ------- | ------- | ------- | ------- | ------- | ------- | ------- | ------- | ------- | ------- | ------- | ------- | ------- | ------- | ------- | --------------- | ---------- |
| 1985   | Canon Williams Honda Team | Honda RA163E V6 turbo | Goodyear |               | BRÉ     | POR     | SMR     | MON     | CAN     | DET     | FRA     | GBR     | ALL     | AUT     | P-B     | ITA     | BEL     | EUR     | AFS     | AUS     | 71              | 3e         |
| 1985   | Canon Williams Honda Team | Honda RA163E V6 turbo | Goodyear | Nigel Mansell | Abd.    | 5e      | 5e      | 7e      | 6e      | Abd.    | Np.     | Abd.    | 6e      | Abd.    | 6e      | 11e     | 2e      | 1er     | 1er     | Abd.    | 71              | 3e         |
| 1985   | Canon Williams Honda Team | Honda RA163E V6 turbo | Goodyear | Keke Rosberg  | Abd.    | Abd.    | Abd.    | 8e      | 4e      | 1er     | 2e      | Abd.    | 12e     | Abd.    | Abd.    | Abd.    | 4e      | 3e      | 2e      | 1er     | 71              | 3e         |

Légende : ici 